# Peter Buchman
Peter Buchman (13 giugno 1967) è uno sceneggiatore statunitense.

## Biografia
Si laurea nel 1989 all'Oberlin College e comincia scrivere come drammaturgo.
Nel dicembre del 2000, la sua sceneggiatura per un film su Alessandro Magno viene acquisita "per diversi milioni [di dollari]" dalla Initial Entertainment Group per essere diretta da Christopher McQuarrie, che aveva collaborato alla sua stesura, e successivamente da Martin Scorsese con protagonista Leonardo DiCaprio. Anche se il progetto verrà cancellato in seguito alla realizzazione di un altro film sull'argomento ad opera di Oliver Stone, nello stesso anno Buchman sostituisce Craig Rosenberg alla sceneggiatura di Jurassic Park III, rimanendo accreditato nonostante la sua versione venga scartata e poi pesantemente rivista da Jim Taylor ed Alexander Payne ad appena cinque settimane dall'inizio delle riprese.
Scrive poi per Fox 2000 il fantasy Eragon (2006), adattando il romanzo omonimo del diciassettenne Christopher Paolini. Grazie alla sceneggiatura su Alessandro, viene chiamato da Steven Soderbergh e Benicio Del Toro a riscrivere quella di un altro film storico, uno biografico di lunga gestazione su Che Guevara: tra le modifiche che apporta, Buchman divide il film in due parti ampliando quella ambientata nella rivoluzione cubana. Il film gli vale una candidatura al premio Goya per la migliore sceneggiatura non originale.

## Filmografia
- Jurassic Park III, regia di Joe Johnston (2001)
- Eragon, regia di Stefen Fangmeier (2006)
- Che - L'argentino (Che: The Argentine), regia di Steven Soderbergh (2008)
- Che - Guerriglia (Che: Guerrilla), regia di Steven Soderbergh (2008)